# Ernst, Cochem-Zell
Ernst là một đô thị thuộc huyện Cochem-Zell, in Rheinland-Pfalz, Đức, bên Moselle. Diện tích là 4,18 km2.